# 인천시 병
인천시 병은 대한민국의 옛 국회의원 선거구이다. 당시 경기도 인천시의 일부 지역을 관할했다.

## 역사
제2대 국회의원 선거를 앞두고 인천시 지역 선거구가 개편되면서 신설되었다.
제6대 국회의원 선거를 앞두고 폐지되었다. 이로 인해 인천시 병 지역에 속했던 지역은 인천시 갑, 인천시 을 선거구로 각각 편입되었다.

## 역대 국회의원
| 선거   | 정당 | 정당   | 의원   |
| ------ | ---- | ------ | ------ |
| 1950년 |      | 무소속 | 조봉암 |
| 1954년 |      | 자유당 | 표양문 |
| 1958년 |      | 민주당 | 김훈   |
| 1960년 |      | 민주당 | 김훈   |

## 역대 선거 결과

### 대한민국 제2대 국회의원 선거
|  | 42.75% |

|  | 19.65% |

|  | 12.88% |

|  | 8.28% |

|  | 3.78% |

|  | 3.47% |

|  | 2.59% |

|  | 2.50% |

|  | 1.67% |

|  | 1.19% |

|  | 1.19% |

|  | 0% |

### 대한민국 제3대 국회의원 선거
|  | 53.46% |

|  | 46.53% |

### 대한민국 제4대 국회의원 선거
|  | 64.93% |

|  | 35.06% |

### 대한민국 제5대 국회의원 선거
|  | 50.37% |

|  | 17.25% |

|  | 9.04% |

|  | 8.73% |

|  | 4.37% |

|  | 3.59% |

|  | 3.47% |

|  | 1.33% |

|  | 0.97% |

|  | 0.82% |